# Jeppe Kjær (futbolista nacido en 2004)
Jeppe Kjær Jensen (Horsens, 1 de marzo de 2004) es un futbolista danés que juega en la demarcación de extremo para el Mjällby AIF de la Allsvenskan.

## Trayectoria
Tras formarse en las filas inferiores del AC Horsens, finalmente en la temporada 2019/20 ascendió al primer club, haciendo su debut el 1 de marzo en un encuentro de la Superliga de Dinamarca contra el Randers FC tras sustituir a Michael Lumb en el minuto 79, con un resultado de 1-2
Tras un paso por la cantera del Ajax de Ámsterdam, el 17 de enero de 2023 se anunció su fichaje por el F. K. Bodø/Glimt hasta mediados de 2027. Unos meses después, en agosto, fue cedido al Sandefjord para lo que quedaba de año. El siguiente volvió a ser prestado, esta vez al Fredrikstad FK.
En julio de 2025 dejó definitivamente el F. K. Bodø/Glimt al fichar por el Mjällby AIF hasta 2029.

## Estadísticas

### Clubes
Actualizado al último partido disputado el 31 de octubre de 2022.
| Club                     | Div.          | Temporada     | Liga  | Liga  | Copas nacionales | Copas nacionales | Copas internacionales | Copas internacionales | Total | Total |
| Club                     | Div.          | Temporada     | Part. | Goles | Part.            | Goles            | Part.                 | Goles                 | Part. | Goles |
| ------------------------ | ------------- | ------------- | ----- | ----- | ---------------- | ---------------- | --------------------- | --------------------- | ----- | ----- |
| AC Horsens Dinamarca     | 1.ª           | 2019-20       | 9     | 1     | 2                | 0                | —                     | —                     | 11    | 1     |
| AC Horsens Dinamarca     | Total club    | Total club    | 9     | 1     | 2                | 0                | 0                     | 0                     | 11    | 1     |
| Jong Ajax · Países Bajos | 2.ª           | 2022-23       | 2     | 0     | —                | —                | —                     | —                     | 2     | 0     |
| Jong Ajax · Países Bajos | Total club    | Total club    | 2     | 0     | 0                | 0                | 0                     | 0                     | 2     | 0     |
| FK Bodø/Glimt · Noruega  | 1.ª           | 2022-23       | 0     | 0     | 0                | 0                | 0                     | 0                     | 0     | 0     |
| FK Bodø/Glimt · Noruega  | Total club    | Total club    | 0     | 0     | 0                | 0                | 0                     | 0                     | 0     | 0     |
| Total carrera            | Total carrera | Total carrera | 11    | 1     | 2                | 0                | 0                     | 0                     | 13    | 1     |

## Palmarés

### Títulos nacionales
| Título          | Club           | País    | Año  |
| --------------- | -------------- | ------- | ---- |
| Copa de Noruega | Fredrikstad FK | Noruega | 2024 |